# Geoff Lees
Geoffrey Lees (Kingsbury, 1 de maio de 1951) é um ex-automobilista britânico nascido na Inglaterra. Durante sua passagem pela Fórmula 1 nunca dirigiu um carro realmente competitivo. Nas categorias menores conseguiu razoável sucesso (vencedor do Grande Prêmio de Macau de Fórmula 3 nos anos de 1979 e 1980, campeão europeu de Fórmula 2 em 1981, campeão japonês de Fórmula 2 em 1983). Disputou as 24 Horas de Le Mans entre os anos de 1982 e 2000 (em anos alternados), dirigindo principalmente para a equipe Toyota (durante oito edições da prova).

## Fórmula 1[1]
(legenda) 
| Ano  | Nome Oficial da Equipe | Chassi | Motor                | 1   | 2   | 3    | 4    | 5    | 6    | 7    | 8     | 9   | 10   | 11    | 12   | 13  | 14   | 15  | 16  | Pontos | Posição  |  |
| ---- | ---------------------- | ------ | -------------------- | --- | --- | ---- | ---- | ---- | ---- | ---- | ----- | --- | ---- | ----- | ---- | --- | ---- | --- | --- | ------ | -------- |  |
|      |                        |        |                      |     |     |      |      |      |      |      |       |     |      |       |      |     |      |     |     |        |          |  |
|      |                        |        |                      | ARG | BRA | RSA  | USW  | MON  | BEL  | ESP  | SWE   | FRA | GBR  | GER   | AUT  | NED | ITA  | USA | CAN |        |          |  |
| 1978 | Mario Deliotti Racing  | N175   | Ford Cosworth DFV V8 |     |     |      |      |      |      |      |       |     | NQ G |       |      |     |      |     |     | -      | -        |  |
|      |                        |        |                      |     |     |      |      |      |      |      |       |     |      |       |      |     |      |     |     |        |          |  |
|      |                        |        |                      | ARG | BRA | RSA  | USW  | ESP  | BEL  | MON  | FRA   | GBR | GER  | AUT   | NED  | ITA | CAN  | USA |     |        |          |  |
| 1979 | Candy Tyrrell Team     | 009    | Ford Cosworth DFV V8 |     |     |      |      |      |      |      |       |     | 7 G  |       |      |     |      |     |     | 0      | NC (25)  |  |
|      |                        |        |                      |     |     |      |      |      |      |      |       |     |      |       |      |     |      |     |     |        |          |  |
|      |                        |        |                      | ARG | BRA | RSA  | USW  | BEL  | MON  | FRA  | GBR   | GER | AUT  | NED   | ITA  | CAN | USA  |     |     |        |          |  |
| 1980 | Shadow Cars            | DN11   | Ford Cosworth DFV V8 |     |     | 13 G | NQ G |      |      |      |       |     |      |       |      |     |      |     |     | 0      | NC (28º) |  |
| 1980 | Shadow Cars            | DN12   | Ford Cosworth DFV V8 |     |     |      |      | NQ G |      |      |       |     |      |       |      |     |      |     |     | 0      | NC (28º) |  |
| 1980 | Theodore Shadow Cars   | DN12   | Ford Cosworth DFV V8 |     |     |      |      |      | NQ G | NQ G |       |     |      |       |      |     |      |     |     | 0      | NC (28º) |  |
| 1980 | Unipart Racing Team    | N180   | Ford Cosworth DFV V8 |     |     |      |      |      |      |      |       |     |      | Ret G | NQ G |     |      |     |     | 0      | NC (28º) |  |
| 1980 | RAM Racing             | FW07B  | Ford Cosworth DFV V8 |     |     |      |      |      |      |      |       |     |      |       |      |     | NQ G |     |     | 0      | NC (28º) |  |
|      |                        |        |                      |     |     |      |      |      |      |      |       |     |      |       |      |     |      |     |     |        |          |  |
|      |                        |        |                      | RSA | BRA | USW  | SMR  | BEL  | MON  | USE  | CAN   | NED | GBR  | FRA   | GER  | AUT | SUI  | ITA | LVS |        |          |  |
| 1982 | Theodore Racing Team   | TY02   | Ford Cosworth DFV V8 |     |     |      |      |      |      |      | Ret G |     |      |       |      |     |      |     |     | 0      | NC (34º) |  |
| 1982 | John Player Team Lotus | 91     | Ford Cosworth DFV V8 |     |     |      |      |      |      |      |       |     |      | 12 G  |      |     |      |     |     | 0      | NC (34º) |  |

### Resultados das 24 Horas de Le Mans[2]
| Ano  | Equipe                                     | Nº | Co-Pilotos                         | Chassi                               | Pneus | Classe | Voltas | Posição | Posição Na Categoria |
| Ano  | Equipe                                     | Nº | Co-Pilotos                         | Motor                                | Pneus | Classe | Voltas | Posição | Posição Na Categoria |
| ---- | ------------------------------------------ | -- | ---------------------------------- | ------------------------------------ | ----- | ------ | ------ | ------- | -------------------- |
| 1982 | Nimrod Racing Automobiles Ltd.             | 31 | Tiff Needell Bob Evans             | Nimrod NRA/C2                        | A     | C      | 55     | DNF     | DNF                  |
| 1982 | Nimrod Racing Automobiles Ltd.             | 31 | Tiff Needell Bob Evans             | Aston Martin-Tickford DP1229 5.3L V8 | A     | C      | 55     | DNF     | DNF                  |
| 1985 | Dome Team                                  | 38 | Eje Elgh Toshio Suzuki             | Dome 85C-L                           | D     | C1     | 141    | DNF     | DNF                  |
| 1985 | Dome Team                                  | 38 | Eje Elgh Toshio Suzuki             | Toyota 4T-GT 2.1 L Turbo I4          | D     | C1     | 141    | DNF     | DNF                  |
| 1986 | Toyota Team Tom's                          | 36 | Satoru Nakajima Masanori Sekiya    | Tom's (Dome) 86C-L                   | B     | C1     | 105    | DNF     | DNF                  |
| 1986 | Toyota Team Tom's                          | 36 | Satoru Nakajima Masanori Sekiya    | Toyota 4T-GT 2.1L Turbo I4           | B     | C1     | 105    | DNF     | DNF                  |
| 1987 | Toyota Team Tom's                          | 36 | Alan Jones Geoff Lees Eje Elgh     | Toyota 87C-L                         | B     | C1     | 19     | DNF     | DNF                  |
| 1987 | Toyota Team Tom's                          | 36 | Alan Jones Geoff Lees Eje Elgh     | Toyota 3S-GTM 2.1L Turbo I4          | B     | C1     | 19     | DNF     | DNF                  |
| 1988 | Toyota Team Tom's                          | 36 | Masanori Sekiya Kaoru Hoshino      | Toyota 88C                           | B     | C1     | 351    | 12º     | 12º                  |
| 1988 | Toyota Team Tom's                          | 36 | Masanori Sekiya Kaoru Hoshino      | Toyota 3S-GT 2.1L Turbo I4           | B     | C1     | 351    | 12º     | 12º                  |
| 1989 | Toyota Team Tom's                          | 37 | {UKb}} Johnny Dumfries John Watson | Toyota 89C-V                         | B     | C1     | 58     | DNF     | DNF                  |
| 1989 | Toyota Team Tom's                          | 37 | {UKb}} Johnny Dumfries John Watson | Toyota R32V 3.2L Turbo V8            | B     | C1     | 58     | DNF     | DNF                  |
| 1990 | Toyota Team Tom's                          | 36 | Masanori Sekiya Hitoshi Ogawa      | Toyota 90C-V                         | B     | C1     | 347    | 6º      | 6º                   |
| 1990 | Toyota Team Tom's                          | 36 | Masanori Sekiya Hitoshi Ogawa      | Toyota R32V 3.2L Turbo V8            | B     | C1     | 347    | 6º      | 6º                   |
| 1992 | Toyota Team Tom's                          | 7  | David Brabham Ukyo Katayama        | Toyota TS010                         | G     | C1     | 192    | DNF     | DNF                  |
| 1992 | Toyota Team Tom's                          | 7  | David Brabham Ukyo Katayama        | Toyota RV10 3.5L V10                 | G     | C1     | 192    | DNF     | DNF                  |
| 1993 | Toyota Team Tom's                          | 38 | Jan Lammers Juan Manuel Fangio II  | Toyota TS010                         | M     | C1     | 353    | 8º      | 5º                   |
| 1993 | Toyota Team Tom's                          | 38 | Jan Lammers Juan Manuel Fangio II  | Toyota RV10 3.5L V10                 | M     | C1     | 353    | 8º      | 5º                   |
| 1995 | Lister Cars Ltd.                           | 52 | Dominic Chappell Rupert Keegan     | Lister Storm GTS                     | M     | GT1    | 40     | DNF     | DNF                  |
| 1995 | Lister Cars Ltd.                           | 52 | Dominic Chappell Rupert Keegan     | Jaguar 7.0L V12                      | M     | GT1    | 40     | DNF     | DNF                  |
| 1996 | Newcastle United Lister                    | 28 | Tiff Needell Anthony Reid          | Lister Storm GTS                     | M     | GT1    | 295    | 19º     | 11º                  |
| 1996 | Newcastle United Lister                    | 28 | Tiff Needell Anthony Reid          | Jaguar 7.0L V12                      | M     | GT1    | 295    | 19º     | 11º                  |
| 1997 | Newcastle United Lister                    | 45 | Tiff Needell George Fouché         | Lister Storm GTL                     | D     | GT1    | 21     | DNF     | DNF                  |
| 1997 | Newcastle United Lister                    | 45 | Tiff Needell George Fouché         | Jaguar 7.0L V12                      | D     | GT1    | 21     | DNF     | DNF                  |
| 1998 | Toyota Motorsport Toyota Team Europe       | 29 | Thierry Boutsen Ralf Kelleners     | Toyota GT-One                        | G     | GT1    | 330    | DNF     | DNF                  |
| 1998 | Toyota Motorsport Toyota Team Europe       | 29 | Thierry Boutsen Ralf Kelleners     | Toyota R36V 3.6L Turbo V8            | G     | GT1    | 330    | DNF     | DNF                  |
| 2000 | Thomas Bscher Promotion David Price Racing | 15 | Dr. Thomas Bscher Jean-Marc Gounon | BMW V12 LM                           | M     | LMP900 | 180    | DNF     | DNF                  |
| 2000 | Thomas Bscher Promotion David Price Racing | 15 | Dr. Thomas Bscher Jean-Marc Gounon | BMW S70 6.0L V12                     | M     | LMP900 | 180    | DNF     | DNF                  |